# 博克达汗山
博克达汗山，也译为“博克多汗山”、“博格达汗山”、“博格多汗山”，是蒙古国的一座山，是肯特山脉的一部分，位于首都乌兰巴托以南，海拔2261米，垂直高度914m，可以俯瞰该国乌兰巴托全市。福祈寺位于该山南坡。清代蒙古有祭汗山的仪式。